# Lloyd Robson Oval
Lloyd Robson Oval – nieistniejący już stadion sportowy w Port Moresby, stolicy Papui-Nowej Gwinei. Obiekt istniał w latach 1975–2014. Mógł pomieścić do 15 000 widzów. W latach 2014–2016 w jego miejscu wybudowano National Football Stadium.
Stadion został otwarty w 1975 roku. 6 lipca 1975 roku na obiekcie swoje pierwsze w historii spotkanie rozegrała reprezentacja Papui-Nowej Gwinei w rugby league, przegrywając z Anglią 12:40. W 1980 roku obiekt nazwano imieniem zawodnika i trenera rugby league, Lloyda Robsona. Stadion był kojarzony głównie z rugby league i był areną wielu meczów tej odmiany rugby, w tym spotkań w ramach Pucharu Świata. W 2014 roku stadion został rozebrany, następnie w jego miejscu wybudowano National Football Stadium, oddany do użytku 6 lutego 2016 roku.